# Kamasutra lesbien
Pour les articles homonymes, voir Kama Sutra.

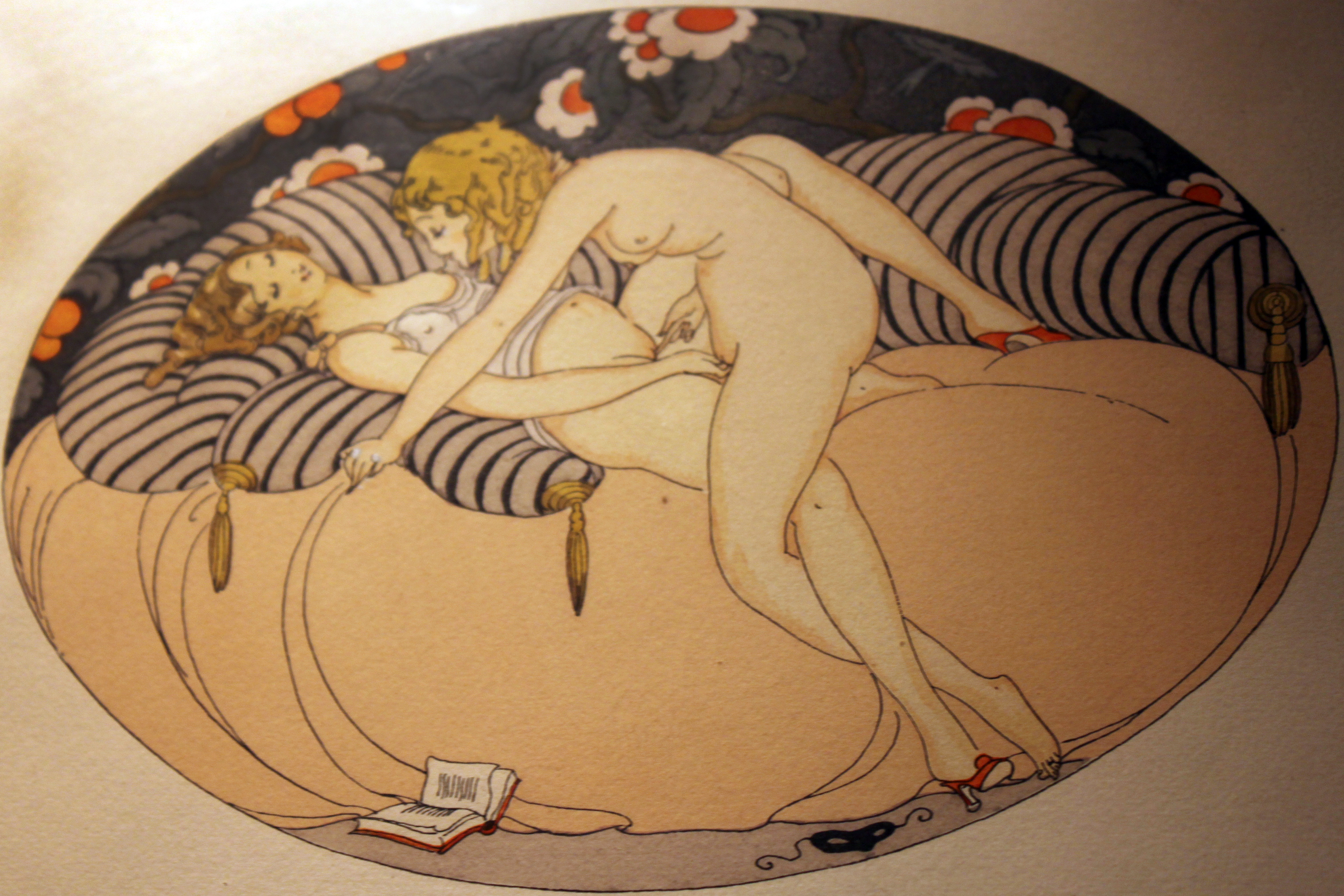
Deux femmes se doigtant (1925, Gerda Wegener).

Un Kamasutra lesbien (littéralement : livre du désir lesbien) est un recueil des positions et des pratiques sexuelles entre femmes, concernant en général uniquement un couple, mais incluant parfois un trio de femmes.

## Publications
- 1997 : The Kamasutra for Women, Vinod Verma, éditions Kodansha, 260 pages  (ISBN 978-1568361413)
- 2002 : The Women's Kama Sutra, Nitya Lacroix, St. Martin's Press, 192 pages  (ISBN 978-0312206277)
- 2004 : Kama-sutra lésbico: Para vivir la sexualidad en libertad, Alicia Gallotti, éditions Martínez Roca (es), 272 pages  (ISBN 978-8427030428)
- 2005 : Kâma Sûtra : Pour les Femmes, Sandhya Mulchandani.
- 2008 : The Lesbian Kama Sutra, Kat Harding, éditions Thomas Dunne Books, 144 pages  (ISBN 978-0312335854)
- 2013 : Le Kama-sutra lesbien - 100 photos commentées, Clélia Lô, éditions ASAP, 130 pages (Apple Books)
- 2014 : Cliterature: The Lesbian Kama Sutra, Valerie Moran, 70 pages  (ISBN 978-1329088436)
- 2015 : Lesbian Kama Sutra: 100 Sex Positions for Making Love, Katherine Feliaz, Love Publishing, 102 pages (Apple Books)
- 2015 : Lez Ka-lour!: A Lesbian KamaSutra Colouring Book, Kawira Mwirichia, éditions CreateSpace, 24 pages  (ISBN 978-1519652782)
- 2016 : The Art of Lesbian Lovemaking - A Lesbian Kama Sutra, Rose Black et Lilly Glück, 316 pages  (ISBN 978-1326508180)
- 2018 : Kama Sutra lesbien, Maryssa Rachel, illustration : Petite Bohème, éditions La Musardine, 184 pages  (ISBN 978-2364904576)[1]

## Description
Il n’y a pas de nomenclature fixe et unanimement reconnue des positions sexuelles. Les termes employés par des guides et des sites Internet diffèrent souvent de source en source, quand l’auteur n’invente pas un terme lui-même pour nommer une position anonyme.
On trouve néanmoins généralement les positions suivantes : les ciseaux, le cunnilingus, la position du missionnaire, le 69, la position en cuillères (99), la levrette (avec un godemichet, un gode ceinture, les doigts ou la main), le point V, le double devoir, l'offrande, la chevauchée, la danseuse du ventre, le tête à tête, la chaise magique, l'amazone etc.

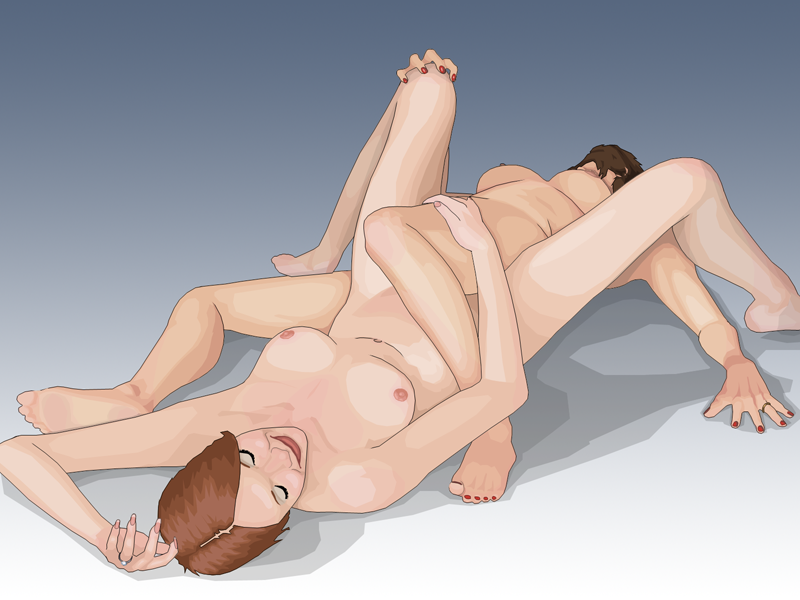
La position du ciseau allongé.
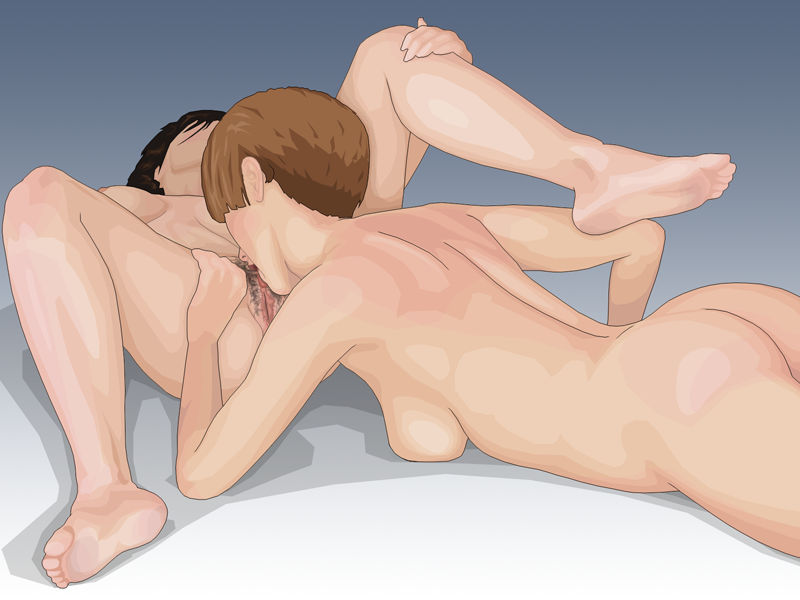
Le cunnilingus.
L'anulingus.
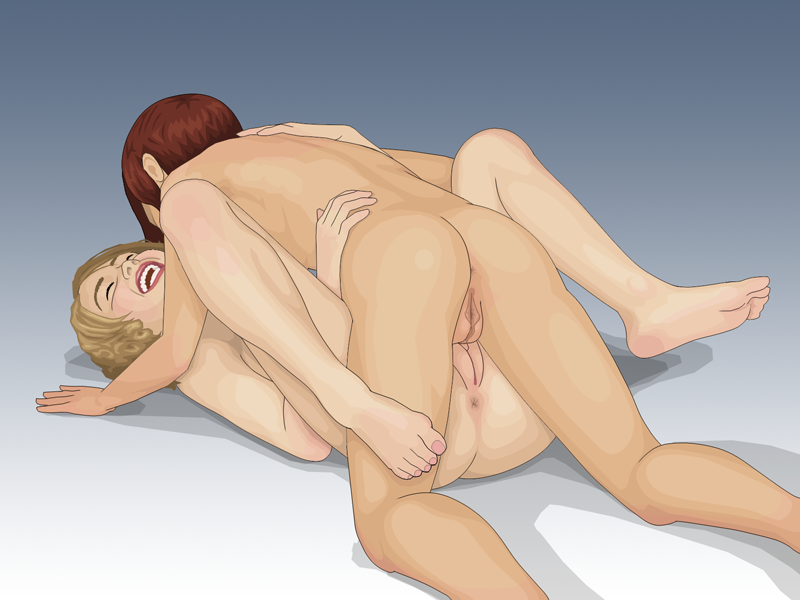
La position du missionnaire.

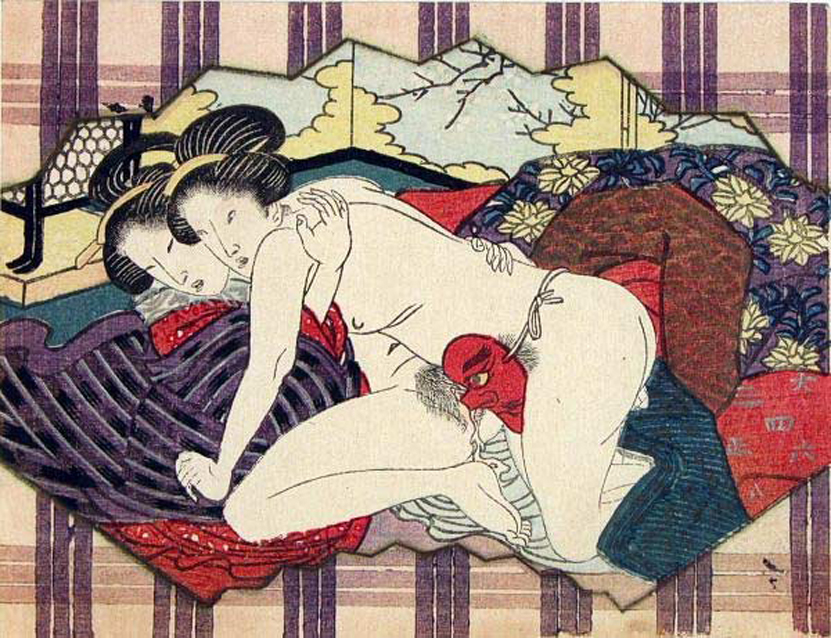
La position du missionnaire avec gode-ceinture.
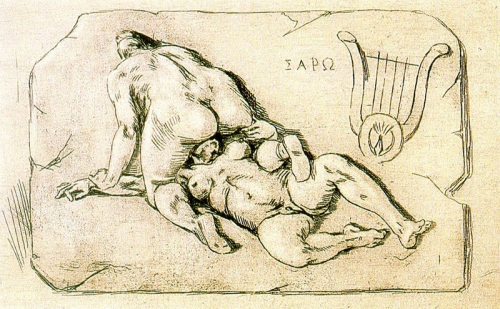
Le face-sitting (1890, Félicien Rops).
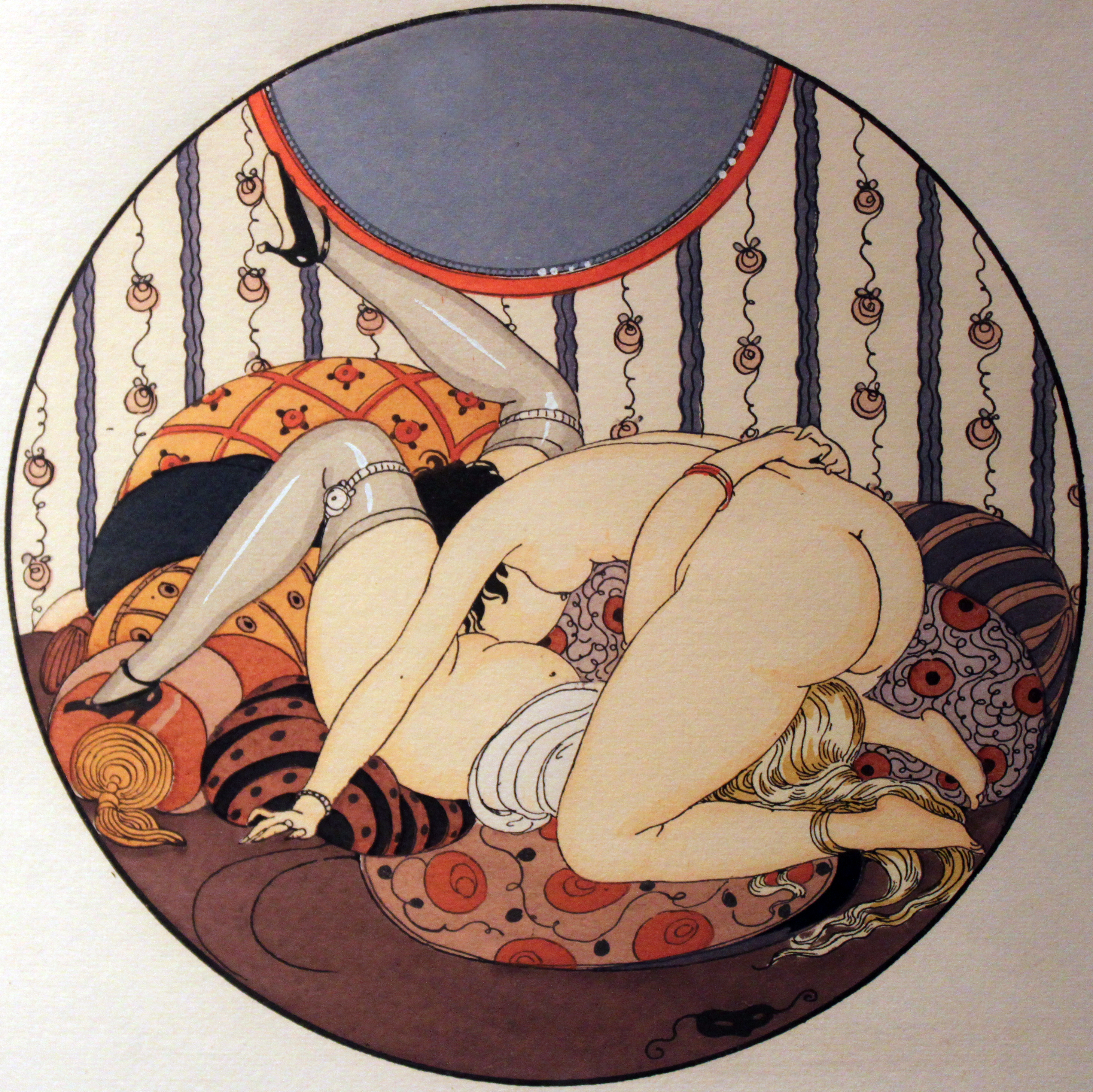
Le 69 (1925, Gerda Wegener).